# Petar Balo
Petar Balo (ur. 4 czerwca 1988) – serbski zapaśnik walczący przeważnie w stylu klasycznym. Zajął trzynaste miejsce na mistrzostwach świata w 2010. Dziesiąty na mistrzostwach Europy w 2011. Siedemnasty na igrzyskach europejskich w 2015. Mistrz śródziemnomorski w 2014 i 2016 i trzeci w 2011 roku.